# Nationale Volksvergadering (Algerije)

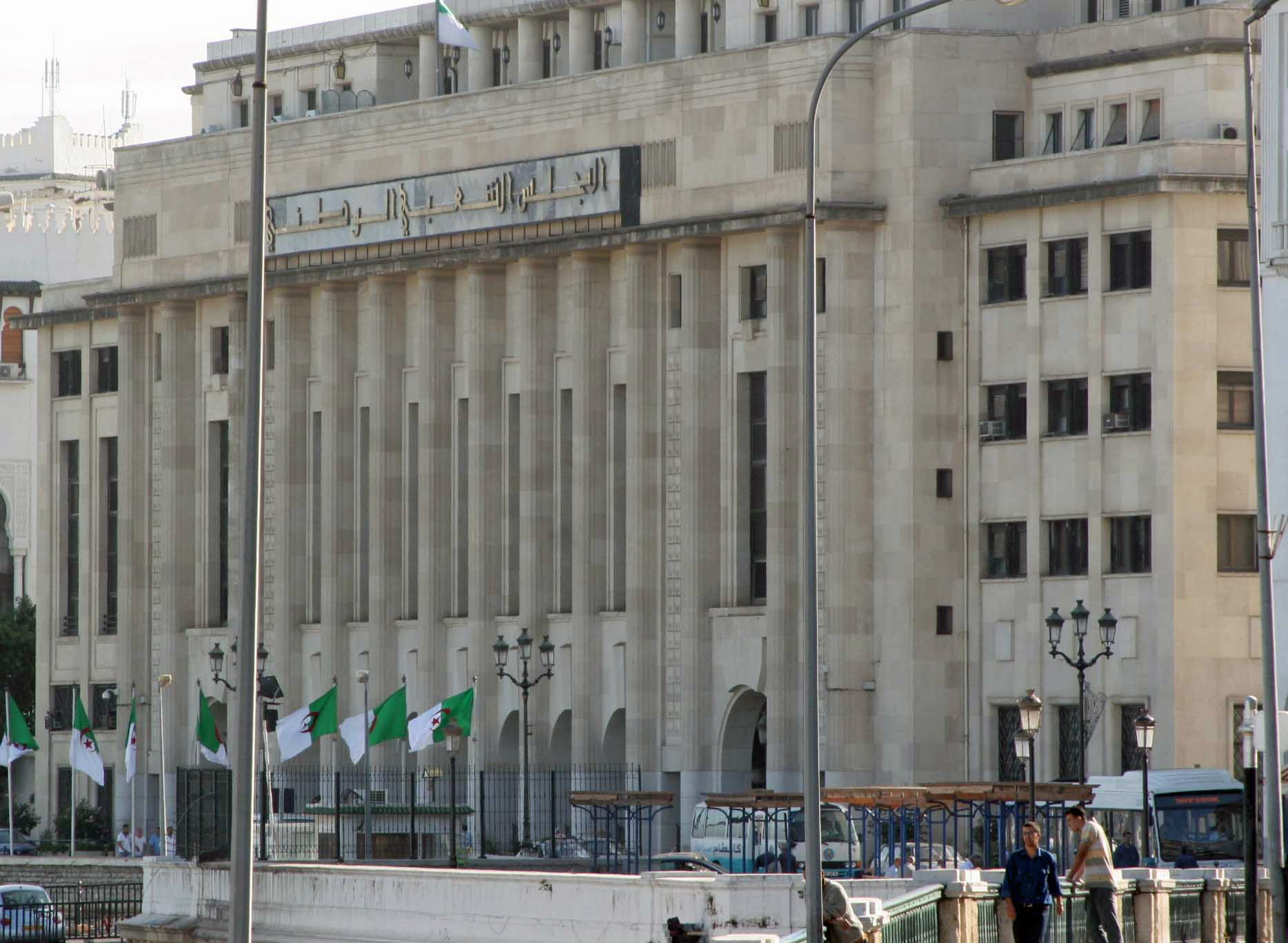
De vergaderplaats van de Nationale Volksvergadering in Algiers

De Nationale Volksvergadering (Arabisch: المجلس الشعبي الوطني, al-Majlis al-Sha'abi al-Watani; Berbers: Asqamu Aɣerfan Aɣelnaw; Frans: Assemblée populaire nationale) is het lagerhuis van het parlement van Algerije en telt 462 leden die worden gekozen op basis van evenredige vertegenwoordiging. Verkiezingen vinden iedere vijf jaar plaats. Fracties moeten bestaan uit meer dan tien volksvertegenwoordigers, hetgeen betekent dat kleinere partijen samenwerken om tot het vereiste aantal fractieleden te komen.
Het hogerhuis van het parlement van Algerije is de Raad van de Natie (Majlis al'umma/ Conseil de la nation).

## Geschiedenis
De Nationale Volksvergadering werd in 1962 opgericht. President Ahmed Ben Bella schortte echter in 1965 de activiteiten van de Nationale Volksvergadering op en stelde een Revolutionaire Raad in die tot 1976 in functie bleef en een deel van de taken van het parlement op zich nam. Bij het aannemen van een nieuwe grondwet in 1976 werd de Nationale Volksvergadering hersteld. Omdat Algerije een eenpartijstaat was kwamen alle zetels toe aan het Front de libération nationale (FLN). Aan deze situatie kwam begin jaren negentig een einde toen het regime besloot democratische hervormingen door te voeren en een meerpartijenstelsel werd ingevoerd. Bij de eerste democratische verkiezingen van 1991 werd het FLN verslagen door het Front Islamique du Salut (FIS) dat een monsterzege boekte. Een militaire staatsgreep in januari 1992 voorkwam echter de vorming van een FIS-regering en het FLN behield de macht. De Algerijnse Burgeroorlog, een strijd tussen de regering en de gewapende islamitische oppositie die op de staatsgreep volgde duurde tot 2002 en werd bezegeld met een uiteindelijke overwinning voor de regering. Sinds de verkiezingen van 1997 - die dus midden in de burgeroorlog werden gehouden - wordt het land gedomineerd door een coalitie van drie partijen, bestaande uit het FLN en het liberale Rassemblement National Démocratique (RND). De gematigd conservatief-islamitische Mouvement de la société pour la paix maakte tot 2012 deel uit van de regeringscoalitie. Tegenwoordig is het nationalistische Front El Moustakbal de derde coalitiepartij.
Bij de verkiezingen van 2017 behaalde het FLN 164 zetels (-44) en bleef daarmee de grootste partij in de Nationale Volksvergadering. Het RND werd met 100 zetels (+32) tweede. Voorzitter van de Nationale Volksvergadering is Slimane Chenine van de partij El-Bina.

## Zetelverdeling
Regeringscoalitie (275)

Zetelverdeling na de verkiezingen van 2017

Partijen die de regering steunen (45)
Oppositie (81)
Overigen (61)